# El mejor alcalde, el rey (película)
El mejor alcalde, el rey (título en italiano Il miglior sindaco, il re) es una coproducción hispano-italiana de drama histórico estrenada en 1974, dirigida por Rafael Gil y protagonizada en los papeles principales por Analía Gadé, Simonetta Stefanelli y Ray Lovelock. Pese a contar con un gran presupuesto, fue un fracaso comercial.
Se trata de una adaptación cinematográfica de la obra teatral homónima de Lope de Vega.
Por su labor en el film, en los premios otorgados por el Sindicato Nacional del Espectáculo, Salvador Ruiz de Luna recibió el galardón a la mejor música.

## Sinopsis
Sancho es un joven pastor de una familia de la pequeña nobleza arruinada que quiere casarse con su bella prometida, Elvira, pero antes tiene que obtener el permiso de su señor, el conde. Este accede, pero, después de conocer a la joven se encapricha de ella y decide raptarla para que no se case y pueda hacerla suya. Dispuesto a recuperar a su prometida, Sancho acude al rey Alfonso VII para que le ayude. El soberano, después de comprobar que la honra de la chica ha sido manchada, dispone que el conde se case con ella y después sea decapitado.

## Reparto
- Analía Gadé - Felicia
- Simonetta Stefanelli - Elvira
- Ray Lovelock - Sancho
- Fernando Sancho - Conde
- Andrés Mejuto - El rey
- Pedro Valentín - Pelayo
- José Nieto - Nuño
- Antonio Casas - Celio
- Tomás Blanco - Alcalde
- Alejandro de Enciso - Julio
- Luis Induni - D. Enrique
- Fernando Sánchez Polack - Yuntero
- Rafael Corés - obispo